# Krémer Ferenc (színművész)

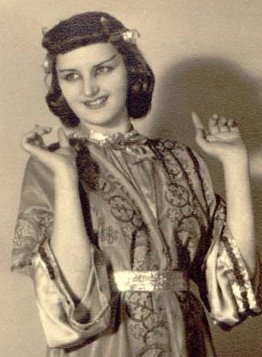
Második felesége Györffy Rózsa 1943-ban a Mosoly országában

Krémer Ferenc, teljes nevén: Krémer Ferenc Géza Aladár (Szatmárnémeti, 1903. december 29. – Budapest, 1978. április 4.) magyar színész, rendező, színigazgató, újságíró, a Színművészeti Kamara alelnöke. Az Állami Déryné Színház alapító tagja. Édesapja Krémer Sándor színész, színházigazgató, édesanyja Bermann Irma színésznő. Testvére Krémer Manci színésznő. Nevelőapja Szabadkay József színházigazgató.

## Pályafutása
1903. december 29-én, kedden reggel 9 órakor született Szatmárnémetiben, 1904. január 10-én keresztelték meg, keresztszülei Pap Géza polgármester, valamint annak lánya, Pap Ilona, illetve Hollósi József és neje voltak. Fiútestvéreivel együtt a Szatmárnémeti Református Gimnáziumban tanultak, Ferenc 1921-ben érettségizett. 15 éves volt, amikor elhunyt az édesapja, ekkor édesanyja újból férhez ment, választása Szabadkay József színészre esett. Krémer Ferenc tőle tanulta a színjátszás fortélyait. 
1919. április 19-én önként belépett a Székely Hadosztályba, azonban már április 26-án arra kényszerülnek, hogy a román túlerővel szemben letegyék a fegyvert. Ezt követően Brassóba internálták, ahonnan hat hónappal később szabadult. 
1920 és 1924 között Szabadkay József, 1925-1926-ban Szendrey Mihály társulatának volt a tagja. 1927-1929-ben Pécsett láthatta a közönség, 1933-ban a szegedi színházhoz szerződött, ahol 1935-ig működött. 1936–37-ben és 1939–40-ben a Royal Színház, majd 1938–39-ben Erdélyi Mihály budapesti színházainál játszott. 
Az 1939 májusának elején megalakult Turul Szépmíves Filmgyártó és Filmterjesztő Szövetkezet alapító tagja és alelnöke volt.
A második világháború után egy ideig mellőzték, azonban 1947-től már rendezőként dolgozott a Budai Kamaraszínházban, majd 1952-től 1972-ig az Állami Déryné Színház művésze volt. 1964-ben vonult nyugdíjba. 
1978. április 4-én hunyt el Budapesten, Cházár András utcai lakásában.

## Magánélete
Krémer Ferenc 1925. április 8-án kötött házasságot Egri Cecília Stefánia Emíliával, Egri István járásbíró lányával. A vőlegény református, a menyasszony római katolikus vallású volt, ezért a megyés püspöktől kaptak felmentést a házasságkötéshez. Megegyezés alapján a születendő gyermekeik az anya vallását követik. Tanúik nagykárolyi Bagotai Károly árvaszéki ülnök és Szabadkay József színigazgató voltak.
Második házasságát Györffy Rózsával kötötte, akit már 1938 ősze óta ismert. 1948 tavaszán Békásmegyeren esküdtek, frigyükből született Csaba fiuk.

## Fontosabb szerepei
- Chrysalde (Molière: A nők iskolája)
- Rank doktor (Henrik Ibsen: Nóra)
- Gyéres tanár úr (Móricz Zsigmond: Légy jó mindhalálig )
- Főkóstoló (Mark Twain–László A.: Koldus és királyfi)
- Papa (Kállai István–Fényes Szabolcs: Majd a papa)
- Frank Ede (Bedő I.: Hotelszerelem)
- Zülfikár (Huszka Jenő: Gül Baba)
- Harrison (Ábrahám Pál: Hawaii rózsája)
- Raposa Bogdán (Schönthan fivérek–Kellér Dezső–Horváth Jenő–Szenes Iván: A szabin nők elrablása)
- Korláthy gróf (Bakonyi Károly–Szirmai Albert–Gábor Andor: Mágnás Miska)
- Bambó (Fényes Szabolcs: Maya)

## Fontosabb rendezése
- Szedő Lajos: Szeptember végén

## Kitüntetései
- A Munka Érdemrend bronz fokozata (1964)

## Galéria

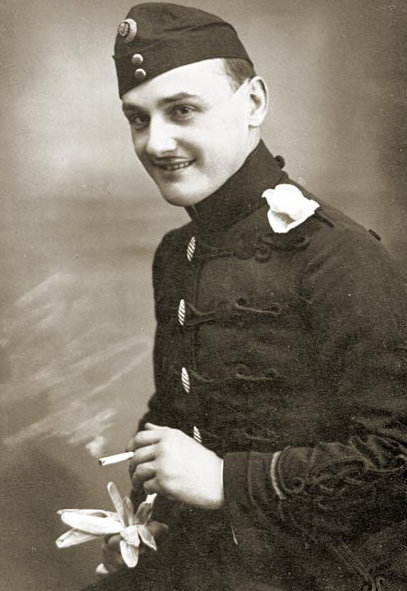
Krémer Ferenc 1920 körül
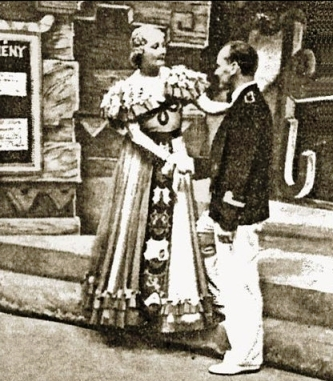
Honthy Hannával